# (9948) 1990 QB2
(9948) 1990 QB2 là một tiểu hành tinh kiểu S thuộc vành đai chính. Nó bay quanh Mặt Trời theo chu kỳ 3.68 năm.
Được phát hiện ngày 22 tháng 8 năm 1990 bởi H. E. Holt, Tên chỉ định của nó là "1990 QB2".